# Dolus an virtus quis in hoste requirat?

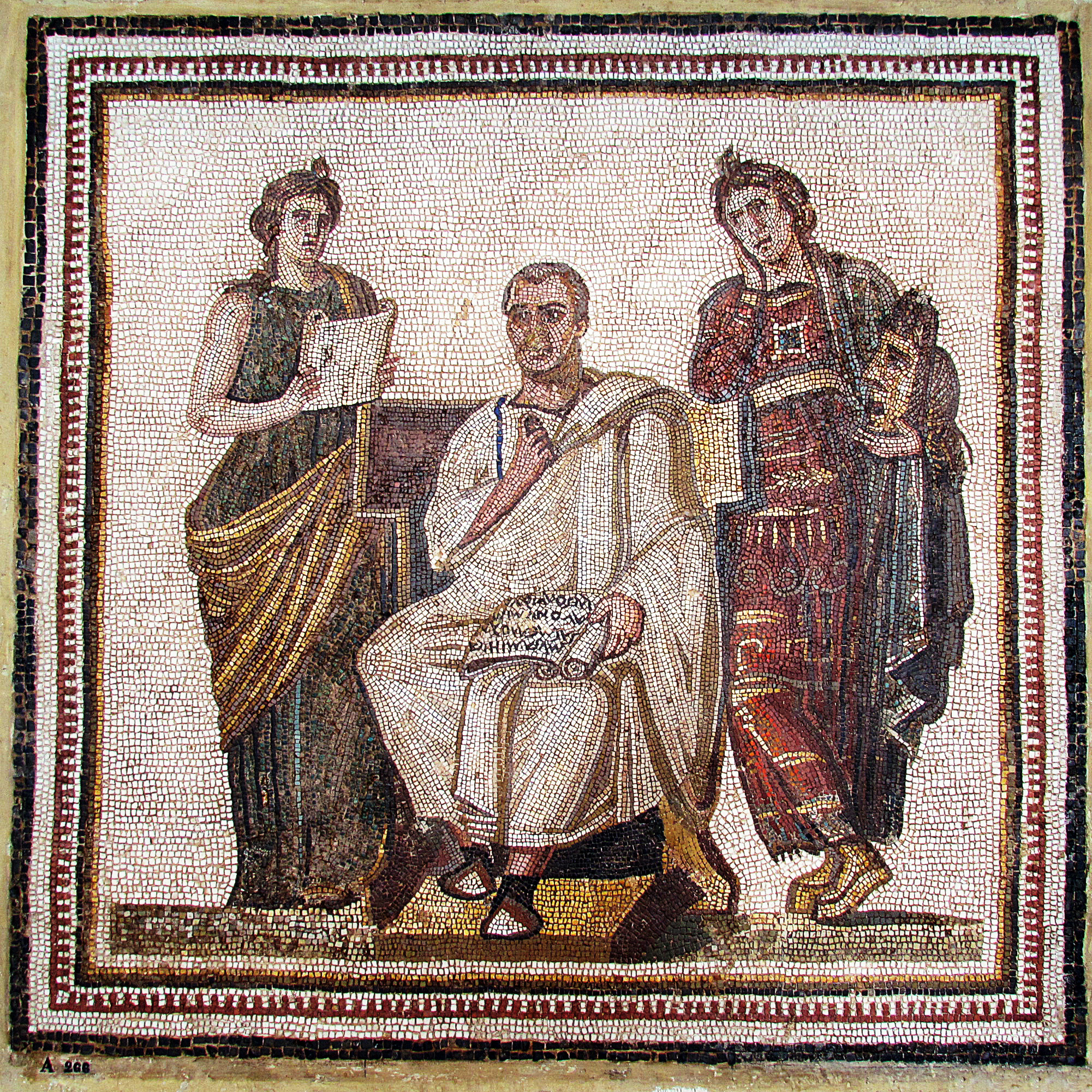
Virgilio con lEneide tra Clio e Melpomene (Museo nazionale del Bardo, Tunisi)

La locuzione latina Dolus an virtus quis in hoste requirat?, tradotta letteralmente, significa astuzia o coraggio, che importanza ha contro il nemico? (Virgilio, Eneide, lib. II).
È la frase che Corebo, giovane guerriero innamorato di Cassandra, pronuncia la notte in cui Troia viene espugnata: avendo ucciso con facilità una pattuglia di soldati greci che nell'oscurità li hanno scambiati per commilitoni, esorta i compagni a fingersi soldati greci indossando le loro armature per meglio combatterli.